# 自由网盟
自由网盟（英語：Global Internet Freedom Consortium），或译“全球互联网自由联合会”，是为政府限制互联网信息访问权的国家开发和部署反审查技术的组织的联盟。该组织由美国的华裔研究人员创立于2001年，当时主要为反制中国政府对法轮功的镇压。

## 成员
自2014年以来，该联盟由四家公司组成。
- 全球信息自由公司（Global Information Freedom, Inc.）
- 动态网公司（Dynamic Internet Technology, Inc.）
- 无界网络公司（UltraReach Internet Corp.）
- 信息自由花园网络公司（Garden Networks for Freedom of Information Inc.）

## 产品
主要是自由门和无界浏览。

## 资金
该组织声称大部分资金来自其成员。2010年5月，美国国务院为该组织提供了150万美元，这一行为受到中国政府的批评。